# Conca della Campania
Conca della Campania – miejscowość i gmina we Włoszech, w regionie Kampania, w prowincji Caserta.
Według danych na rok 2004 gminę zamieszkiwało 1390 osób, 53,5 os./km².